# 옛날티비
《옛날티비》는 KBS 아카이브가 운영하는 유튜브 채널이다. 그 동안 KBS 영상 아카이브에 보관되어 있던 KBS의 오래된 방송영상들을 시청자들에게 공개하기 위해 만들어졌다.

## 주요 콘텐츠
- 이산가족을 찾습니다
- TV 문학관 1기
- 문예극장
- TV 문예극장
- 청소년문학관
- 신 TV 문학관
- TV 문학관 2기
- HD TV 문학관
- 드라마게임 (월~금 PM 22:00 최초 공개)
- 프로젝트
- 사랑의 굴레
- 전설의 고향
- 사랑이 꽃피는 나무 1기
- 꽃 피고 새 울면
- 달빛가족
- TV 손자병법
- 신 손자병법
- 싱싱 손자병법
- 느낌 - 10분 드라마
- 딸부잣집 - 10분 드라마
- KBS 7080 레전드 프로그램
- 옛날티비 만화동산 : 아기공룡 둘리, 떠돌이 까치&까치의 날개, 달려라 하니&천방지축 하니, 날아라 슈퍼보드, 두치와 뿌꾸 외
- 그땐 그랬지 : 708090 관찰기
- 세대공감 토요일 : 별들의 고향